# Tournoi de tennis de Murcie
Le tournoi de Murcie (Espagne), est un ancien tournoi international de tennis professionnel masculin. La seule édition de l'épreuve date de 1977.
Un tournoi Challenger est organisé à Murcie depuis 2019.

## Palmarès messieurs

### Simple
| No | Date       | Nom et lieu du tournoi                           | Catégorie                              | Dotation                               | Surface                                | Vainqueur                              | Finaliste                              | Score                                  |                                        |
| -- | ---------- | ------------------------------------------------ | -------------------------------------- | -------------------------------------- | -------------------------------------- | -------------------------------------- | -------------------------------------- | -------------------------------------- | -------------------------------------- |
| 1  | 11-04-1977 | , Murcie                                         | Grand Prix                             | 50 000 $                               | Terre (ext.)                           | José Higueras                          | Buster Mottram                         | 6-4, 6-0, 6-3                          |                                        |
|    | 1978-2018  | Pas de tournoi                                   | Pas de tournoi                         | Pas de tournoi                         | Pas de tournoi                         | Pas de tournoi                         | Pas de tournoi                         | Pas de tournoi                         | Pas de tournoi                         |
| 2  | 08-04-2019 | Murcia Open, Murcie                              | Challenger                             | 46 600 $                               | Terre (ext.)                           | Roberto Carballés Baena                | Mikael Ymer                            | 2-6, 6-0, 6-2                          |                                        |
|    | 2020       | Édition annulée (pandémie de Covid-19)           | Édition annulée (pandémie de Covid-19) | Édition annulée (pandémie de Covid-19) | Édition annulée (pandémie de Covid-19) | Édition annulée (pandémie de Covid-19) | Édition annulée (pandémie de Covid-19) | Édition annulée (pandémie de Covid-19) | Édition annulée (pandémie de Covid-19) |
| 3  | 27-09-2021 | Challenger Costa Cálida Región de Murcia, Murcie | Challenger                             | 44 820 $                               | Terre (ext.)                           | Tallon Griekspoor                      | Roberto Carballés Baena                | 3-6, 7-5, 6-3                          |                                        |
| 4  | 04-04-2022 | Challenger Costa Cálida Región de Murcia, Murcie | Challenger                             | 45 740 $                               | Terre (ext.)                           | Tseng Chun-hsin                        | Norbert Gombos                         | 6-4, 6-1                               |                                        |
| 5  | 03-04-2023 | Challenger Costa Cálida Región de Murcia, Murcie | Challenger                             | 73 000 $                               | Terre (ext.)                           | Matteo Arnaldi                         | Borna Gojo                             | 6-4, 7-64                              |                                        |
| 6  | 18-03-2024 | Challenger Costa Cálida Región de Murcia, Murcie | Challenger                             | 74 825 $                               | Terre (ext.)                           | Henrique Rocha                         | Nikoloz Basilashvili                   | 3-6, 7-60, 7-5                         |                                        |

### Double
| No | Date       | Nom et lieu du tournoi                           | Catégorie       | Dotation        | Surface         | Vainqueurs                          | Finalistes                           | Score              |                 |
| -- | ---------- | ------------------------------------------------ | --------------- | --------------- | --------------- | ----------------------------------- | ------------------------------------ | ------------------ | --------------- |
| 1  | 11-04-1977 | , Murcie                                         | Grand Prix      | 50 000 $        | Terre (ext.)    | Patrice Dominguez François Jauffret | Patricio Cornejo Hans Gildemeister   | 7-5, 6-2           |                 |
|    | 1978-2018  | Pas de tournoi                                   | Pas de tournoi  | Pas de tournoi  | Pas de tournoi  | Pas de tournoi                      | Pas de tournoi                       | Pas de tournoi     | Pas de tournoi  |
| 2  | 08-04-2019 | Murcia Open, Murcie                              | Challenger      | 46 600 $        | Terre (ext.)    | Marcus Daniell David Marrero        | Rameez Junaid Andrei Vasilevski      | 6-4, 6-4           |                 |
|    | 2020       | Édition annulée                                  | Édition annulée | Édition annulée | Édition annulée | Édition annulée                     | Édition annulée                      | Édition annulée    | Édition annulée |
| 3  | 27-09-2021 | Challenger Costa Cálida Región de Murcia, Murcie | Challenger      | 44 820 $        | Terre (ext.)    | Raúl Brancaccio Flavio Cobolli      | A. Barroso Campos R. Carballés Baena | 6-3, 7-64          |                 |
| 4  | 04-04-2022 | Challenger Costa Cálida Región de Murcia, Murcie | Challenger      | 45 730 $        | Terre (ext.)    | Íñigo Cervantes Oriol Roca Batalla  | Pedro Cachín Martín Cuevas           | 64-7, 7-64, [10-7] |                 |